# Im Tresor ist die Hölle los
Im Tresor ist die Hölle los ist ein US-amerikanisches Caper-Movie aus dem Jahr 1989. In den Hauptrollen sind u. a. Ed O’Neill, Lou Diamond Phillips und Fred Gwynne zu sehen.

## Handlung

### Allgemein
Der Film ist in zwei Handlungsstränge aufgeteilt, welche beide in der Gegend um eine Kleinstadt in Montana stattfinden. So werden einerseits die Vorbereitung sowie Durchführung eines Bankraubs und andererseits parallel dazu die Verfolgungsjagd zwischen zwei Polizisten und ihrem entflohenen Gefangenen geschildert. Jedoch gibt es während des Films zahlreiche Berührungspunkte und Interaktionen zwischen den Handlungen.

### Inhaltsangabe
Der Bankräuber Frank Salazar aus New Jersey ist nach einer Serie von Bankräuben in einem kleinen Ort in Montana untergetaucht. Dort plant er jedoch bereits den nächsten Coup in der örtlichen Bank. Dazu will er sich Unterstützung von vier Kollegen holen, kommt aber nur noch dazu, die Briefe an die vier anderen einzuwerfen, bevor er von den zwei Polizisten George Denver und Bill Lonigan verhaftet wird. Beide wollen ihn nun zurück nach New Jersey bringen.
Derweil trifft die von Frank angeheuerte Bande in dem Ort ein: Max Green – ein altgedienter Sprengstoff-Spezialist, Carlos Barrios – ein Waffen-Experte, Nick Bartkowski – ein Safe-Knacker und Ray Forgy – ein Autodieb. Nach anfänglicher Verwunderung und Skepsis über Franks Nichterscheinen am vereinbarten Treffpunkt (eine alte Farm) beschließen die vier schließlich den Bankraub ohne ihn zu organisieren und durchzuführen. Dies gelingt jedoch nicht ohne Konflikte: Der nervöse Nick stiehlt in Panik den Wagen der Bande und macht sich damit aus dem Staub. Die drei anderen müssen daraufhin zunächst zu Fuß bzw. trampend weiterkommen.
In der Zwischenzeit kann Frank sich aus der Gewahrsam der beiden Polizisten befreien und flieht in die Wälder Montanas. George und Bill versuchen, ihm zu folgen. Jedoch ohne Erfolg; stattdessen verliert George einerseits seine Hose (samt wichtigen Inhalt) im Fluss und anderseits wird das stehengelassene Auto der beiden von Max, Carlos und Ray zufällig entdeckt und kurzerhand gestohlen.
Inzwischen hat das Trio aber ein neues Problem, denn Nick hat mit dem alten Gang-Wagen einen Unfall gebaut und wurde ins Gefängnis gebracht. Obwohl sie eine hohe Abneigung ihm gegenüber verspüren, beschließen sie, die Kaution für seine Freilassung aufzutreiben, da sie ohne seine Hilfe den Tresor nicht öffnen können. Schließlich können sich die Vier wieder zusammenraufen und brechen in die Bank ein. In der anschließenden Verfolgungsjagd flüchten sie zunächst zurück in ihren Unterschlupf bei der Farm, um von dort mit einem anderen Wagen weiter zu flüchten.
Kurz darauf treffen auch Frank, der endlich zu Fuß den Weg zurück ins Versteck geschafft hat, und die Polizei dort ein. Da die anderen unerkannt geblieben sind und von ihnen keine Spur weit und breit zu sehen ist, gehen die Polizisten davon aus, Frank hätte den Raub alleine durchgeführt. Also wird er wieder festgenommen und ins Gefängnis gesteckt.
Carlos, Ray, Nick und Max stecken derweil erneut fest, weil ihr Wagen streikt (ein Running Gag des Films) und erfahren über das Radio vom Schicksal Franks. Der Film endet damit, dass die Bande – entgegen Nicks Willen – beschließt, mit dem gestohlenen Geld Franks Kaution zu bezahlen.

## Kritik
Das Lexikon des internationalen Films urteilte, bei der Produktion handle es sich um eine „[e]benso amüsante wie spannende Gaunergeschichte“. Der Film wandle ein „abgenutztes Filmthema einfallsreich“ ab.